# Forest Park (Ohio)
Forest Park – miasto w Stanach Zjednoczonych, w południowo-zachodniej części stanu Ohio, w pobliżu Cincinnati, w hrabstwie Hamilton. Liczba mieszkańców w 2000 roku wynosiła 19 463.